# Repel·lent d'insectes

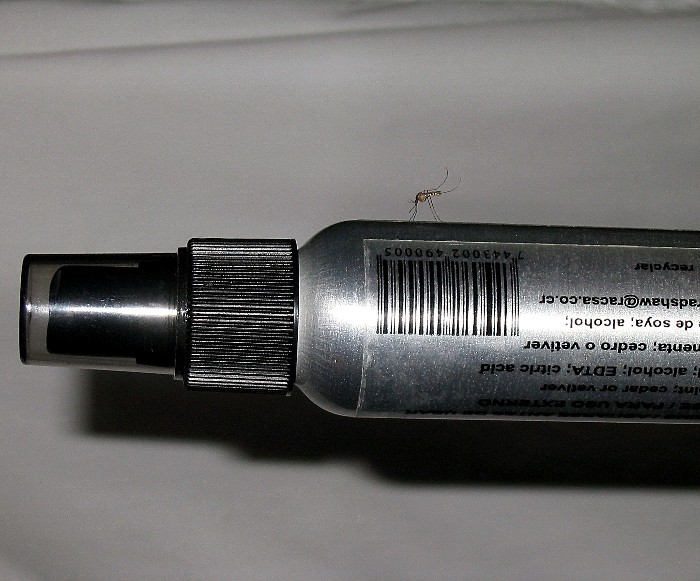
Mosquit en una ampolla amb repel·lent fet a base de plantes.

Un repel·lent d'insectes és una substància aplicada a la pell, vestits, o altres superfícies que evita que els insectes i els artròpodes en general aterrin o s'enfilin per aquestes superfícies. També hi ha productes repel·lents basats en ultrasons. Aquests mecanismes electrònics s'ha demostrat científicament que no tenen efecte sobre els mosquits.
Els repel·lents contra insectes eviten la propagació de certes malalties com la malària, el dengue, la pesta bubònica i altres.

## Alguns repel·lents comuns
- DEET (N,N-dietil-m-toluamida)
- Olis essencials d'eucaliptus (Corymbia citriodora)
- Icaridina
- Nepetalactona
- Citronel·la
- Permetrina
- Oli neem
- Bog Myrtle
- IR3535 (3-[N-Butil-N-acetil]-aminopropionic àcid, etil èster)

### Repel·lents de fonts naturals
Entre ells n'hi ha que són insecticides i altres només repel·lents
- Achillea alpina (mosquits)
- alfa-terpinè (mosquits)[2]
- Alfàbrega[3]
- Callicarpa americana[4]
- Càmfora (arnes)[5]
- Carvacrol (mosquits)[2]
- Oli de ricí (Ricinus communis) (mosquits)[6]
- Oli de nepeta (Nepeta sppp) (nepetalactona contra mosquits)[7]
- Oli de cedre (mosquits, arnes)[6]
- Api en extracte (Apium graveolens) (mosquits)[2]
- Llorer[8] (leaf oil kills mosquito larvae)[9]
- Oli de citronel·la (mosquits)[6]
- Oli de clavell d'espècia (mosquits)[6]
- 70%+ eucaliptol, (cineol és un sinònim), mosquits, mosques àcars de la pols[10])
- Oli de Fonoll (Foeniculum vulgare) (mosquits)[2]
- All (Allium sativum)[11]
- Pelargonium graveolens[12],[6]
- Espígol[13][14]
- Corymbia citriodora
- Lemongrass[15]
- Cymbopogon, oli[6]
- Tagetes
- Marduix (aranyes Tetranychus urticae i Eutetranychus orientalis)[16]
- Oli de Neem (Azadirachta indica)
- àcid oleic, contra abelles i formigues[17]
- Menta (Mentha x piperita) (mosquits)[18]
- Menta poleo (Mentha pulegium) (mosquits),[10] fleas[19]), però molt tòxic per les mascotes.[19]
- Piretre (de Chrysanthemum)
- romaní (Rosmarinus officinalis)[16] (mosquits)[6]
- Bandera espanyola Lantana camara (contra Helopeltis theivora)[20]
- Solanum villosum el suc contra Stegomyia aegypti[21]
- Arbre del te[22]
- Farigola (Thymus spp)(mosquits)[2]
- Oli de coco[23][cal citació]